# Maria di Ponthieu
Maria di Ponthieu, in francese: Marie de Ponthieu (17 aprile 1199 – 21 settembre 1250), fu suo jure contessa del Ponthieu e di Montreuil dal 1221 alla sua morte.

## Origine
Maria era l'unica figlia del conte di Ponthieu, Guglielmo II e della moglie, Adele di Francia, contessa di Vexin.

## Biografia
Maria viene citata, per la prima volta in un documento, nel 1205, quando suo padre, Guglielmo II, fece una donazione al monastero di Saint Josse, citando sia la moglie Adele sia la figlia.
Nel 1208 fu promessa in sposa al conte di Aumale, Simone di Dammartin.
Suo padre Guglielmo morì nel 1221, e Maria, quale unica figlia, gli succedette col marito Simone di Dammartin; Luigi VIII confermò che la contea di Ponthieu, sarebbe rimasta nel diritto dei figli della coppia, mentre a Maria la contea era stata requisita, poiché Simone, nella battaglia di Bouvines, si era schierato contro il re di Francia.
Nel 1232 Simone e Maria fecero una donazione all'abbazia di Notre-Dame d'Ourscamp.
Maria rimase vedova nel settembre del 1239.
Maria si risposò, in seconde nozze, fra il settembre 1240 e il dicembre 1241, col figlio di Matteo II, signore di Montmorency, Matteo di Montmorency.
Maria rimase vedova una seconda volta, poiché Matteo morì l'8 febbraio 1250, a Mansura, assieme a Roberto I d'Artois, fratello del re di Francia, Luigi IX il Santo, mentre combatteva nella Settima crociata condotta dallo stesso Luigi IX.
Maria morì alcuni mesi dopo, il 21 settembre 1250 e le succedette la figlia, Giovanna di Dammartin.

## Matrimoni e discendenza
Prima del settembre 1208 Maria era stata data in moglie al conte di Aumale, Simone di Dammartin (il contratto di matrimonio è datato settembre 1208).
Maria a Simone diede quattro figlie:
- Giovanna (1220 – 1279), conte di Aumale, contessa di Ponthieu, e regina consorte di Castiglia e León, in quanto seconda moglie di Ferdinando III di Castiglia
- Matilde (1220 – 1257 circa), che aveva sposato Giovanni, visconte di Châtellerault
- Filippa ( † 1280 circa), che sposò Rodolfo di Lusignano († 1246), conte d'Eu, poi Rodolfo († 1250), signore di Coucy, ed infine Ottone II († 1271), conte di Gheldria
- Maria ( † 1280 circa), che sposò Giovanni II di Pierrepont († 1251), conte di Roucy

Al suo secondo marito, Matteo di Montmorency, Maria non diede alcun figlio:

## Ascendenza
|                          |                     |                          | Genitori                              |  |  | Nonni |  |  | Bisnonni             |  |  | Trisnonni               |  |
|                          |                     |                          |                                       |  |  |       |  |  | Guido II di Ponthieu |  |  | Guglielmo I di Ponthieu |  |
|                          |                     |                          |                                       |  |  |       |  |  | Guido II di Ponthieu |  |  | Guglielmo I di Ponthieu |  |
|                          |                     | Elena di Borgogna        |                                       |  |  |       |  |  | Guido II di Ponthieu |  |  |                         |  |
| Giovanni I di Ponthieu   |                     |                          |                                       |  |  |       |  |  | Guido II di Ponthieu |  |  |                         |  |
|                          |                     | Ida                      | …                                     |  |  |       |  |  |                      |  |  |                         |  |
|                          |                     | Ida                      | …                                     |  |  |       |  |  |                      |  |  |                         |  |
|                          |                     | Ida                      | …                                     |  |  |       |  |  |                      |  |  |                         |  |
| Guglielmo II di Ponthieu |                     | Ida                      |                                       |  |  |       |  |  |                      |  |  |                         |  |
|                          |                     | Anselme de Saint-Pol     | Hugh III, Comte de Saint-Pol          |  |  |       |  |  |                      |  |  |                         |  |
|                          |                     | Anselme de Saint-Pol     | Hugh III, Comte de Saint-Pol          |  |  |       |  |  |                      |  |  |                         |  |
|                          |                     | Anselme de Saint-Pol     | …                                     |  |  |       |  |  |                      |  |  |                         |  |
| Beatrice of Saint-Pol    |                     | Anselme de Saint-Pol     |                                       |  |  |       |  |  |                      |  |  |                         |  |
|                          |                     | …                        | …                                     |  |  |       |  |  |                      |  |  |                         |  |
|                          |                     | …                        | …                                     |  |  |       |  |  |                      |  |  |                         |  |
|                          |                     | …                        | …                                     |  |  |       |  |  |                      |  |  |                         |  |
| Maria di Ponthieu        |                     | …                        |                                       |  |  |       |  |  |                      |  |  |                         |  |
|                          | Luigi VI di Francia | Filippo I di Francia     |                                       |  |  |       |  |  |                      |  |  |                         |  |
|                          | Luigi VI di Francia | Filippo I di Francia     |                                       |  |  |       |  |  |                      |  |  |                         |  |
|                          | Luigi VI di Francia | Berta d'Olanda           |                                       |  |  |       |  |  |                      |  |  |                         |  |
| Luigi VII di Francia     | Luigi VI di Francia |                          |                                       |  |  |       |  |  |                      |  |  |                         |  |
|                          |                     | Adelaide di Savoia       | Umberto di Savoia                     |  |  |       |  |  |                      |  |  |                         |  |
|                          |                     | Adelaide di Savoia       | Umberto di Savoia                     |  |  |       |  |  |                      |  |  |                         |  |
|                          |                     | Adelaide di Savoia       | Gisella di Borgogna                   |  |  |       |  |  |                      |  |  |                         |  |
| Adèle di Francia         |                     | Adelaide di Savoia       |                                       |  |  |       |  |  |                      |  |  |                         |  |
|                          |                     | Alfonso VII di León      | Raimondo di Borgogna                  |  |  |       |  |  |                      |  |  |                         |  |
|                          |                     | Alfonso VII di León      | Raimondo di Borgogna                  |  |  |       |  |  |                      |  |  |                         |  |
|                          |                     | Alfonso VII di León      | Urraca di Castiglia                   |  |  |       |  |  |                      |  |  |                         |  |
| Costanza di Castiglia    |                     | Alfonso VII di León      |                                       |  |  |       |  |  |                      |  |  |                         |  |
|                          |                     | Berengaria di Barcellona | Raimondo Berengario III di Barcellona |  |  |       |  |  |                      |  |  |                         |  |
|                          |                     | Berengaria di Barcellona | Raimondo Berengario III di Barcellona |  |  |       |  |  |                      |  |  |                         |  |
|                          |                     | Berengaria di Barcellona | Dolce I di Provenza                   |  |  |       |  |  |                      |  |  |                         |  |
|                          |                     | Berengaria di Barcellona |                                       |  |  |       |  |  |                      |  |  |                         |  |